# Tat'jana Lebedeva
Tat'jana Romanovna Lebedeva (in russo Татьяна Романовна Лебедева?; Sterlitamak, 21 luglio 1976) è una triplista e lunghista russa, campionessa olimpica del salto in lungo ad Atene 2004.

## Biografia
Il primo successo di rilevanza internazionale lo ottiene nel 2000, quando a Gand si laurea campionessa europea indoor di salto triplo. In estate all'Olimpiade di Sydney ottiene l'argento con una misura di 15,00 m.
Sempre nel triplo, a marzo del 2001 ottiene la medaglia di argento ai Mondiali indoor di Lisbona e ad agosto dello stesso anno diventa campionessa mondiale a Edmonton (con la misura di 15,25 m: 65 cm in più rispetto alla seconda classificata, la camerunese Mbango Etone). A settembre 2002 partorisce la figlia Nastya.
Nel 2003 a Parigi si conferma campionessa mondiale di salto triplo (15,18 m).
Il 2004 si apre subito con un grande risultato: ai Mondiali indoor di Budapest vince l'oro sia nel salto in lungo sia nel salto triplo. In particolare, nella finale del triplo prima eguaglia il record del mondo al coperto di Ashia Hansen, quindi lo migliora due volte, portandolo a 15,36 metri.
Il 4 luglio dello stesso anno, a Candia ottiene nel triplo quella che per quattro anni rimarrà la seconda miglior prestazione mondiale all'aperto di sempre (15,34 m). Arriva quindi ai Giochi olimpici di Atene 2004 come la favorita per l'oro nel salto triplo. Il 23 agosto, giorno della finale del salto triplo, però ottiene solamente il bronzo (con un salto di 15,14 m), dietro alla camerunese Mbango Etone (15,30 m) e alla greca Devetzí (15,25 m). Quattro giorni dopo si rifà diventando campionessa olimpica di salto in lungo grazie a un salto di 7,07 m che le permette di battere per soli 2 cm le connazionali Simagina e Kotova (7,05 m).
Nel 2005 è l'unica atleta che ottiene, vincendo il salto triplo in tutte le sei gare della IAAF Golden League, il jackpot di 1 milione di dollari. Nello stesso anno un infortunio non le permette di prendere parte ai Mondiali di Helsinki.
Nel 2006 a Göteborg vince i Campionati europei (con una misura di 15,15 m). L'anno seguente, ai Campionati mondiali di Osaka 2007, ottiene l'oro nel lungo (7,03 m) e l'argento nel triplo (15,07 m).
Il 17 agosto 2008, ai Giochi olimpici di Pechino ottiene l'argento nel salto triplo con un'ottima misura (15,32 m) alle spalle della Mbango Etone (15,39 m). Cinque giorni dopo sfiora la riconferma del titolo olimpico nel salto in lungo, arrivando (con un salto di 7,03 m) a 1 cm dall'oro che va alla brasiliana Maurren Maggi (7,04 m).

## Record nazionali

### Seniores
- Salto triplo: 15,34 m ( Candia, 4 luglio 2004)
- Salto triplo indoor: 15,36 m ( Budapest, 6 marzo 2004)

## Palmarès
| Anno | Manifestazione    | Sede        | Evento         | Risultato | Prestazione | Note                                     |
| ---- | ----------------- | ----------- | -------------- | --------- | ----------- | ---------------------------------------- |
| 1994 | Mondiali juniores | Lisbona     | Salto in lungo | 10ª       | 6,22 m      |                                          |
| 1994 | Mondiali juniores | Lisbona     | Salto triplo   | Bronzo    | 13,62 m     |                                          |
| 1995 | Europei juniores  | Nyíregyháza | Salto triplo   | Argento   | 13,88 m     |                                          |
| 1999 | Mondiali          | Siviglia    | Salto triplo   | 4ª        | 14,55 m     |                                          |
| 2000 | Europei indoor    | Gand        | Salto triplo   | Oro       | 14,68 m     |                                          |
| 2000 | Giochi olimpici   | Sydney      | Salto triplo   | Argento   | 15,00 m     |                                          |
| 2001 | Mondiali indoor   | Lisbona     | Salto triplo   | Argento   | 14,85 m     |                                          |
| 2001 | Mondiali          | Edmonton    | Salto triplo   | Oro       | 15,25 m     | Miglior prestazione mondiale stagionale  |
| 2003 | Mondiali indoor   | Birmingham  | Salto triplo   | 9ª        | 14,09 m     |                                          |
| 2003 | Mondiali          | Parigi      | Salto triplo   | Oro       | 15,18 m     | Miglior prestazione personale stagionale |
| 2004 | Mondiali indoor   | Budapest    | Salto in lungo | Oro       | 6,98 m      | Miglior prestazione mondiale stagionale  |
| 2004 | Mondiali indoor   | Budapest    | Salto triplo   | Oro       | 15,36 m     | Record mondiale                          |
| 2004 | Giochi olimpici   | Atene       | Salto in lungo | Oro       | 7,07 m      |                                          |
| 2004 | Giochi olimpici   | Atene       | Salto triplo   | Bronzo    | 15,14 m     |                                          |
| 2005 | Mondiali          | Helsinki    | Salto triplo   | Finale    | dns         |                                          |
| 2006 | Mondiali indoor   | Mosca       | Salto triplo   | Oro       | 14,95 m     | Miglior prestazione mondiale stagionale  |
| 2006 | Europei           | Göteborg    | Salto triplo   | Oro       | 15,15 m     | Record dei campionati                    |
| 2007 | Mondiali          | Osaka       | Salto in lungo | Oro       | 7,03 m      |                                          |
| 2007 | Mondiali          | Osaka       | Salto triplo   | Argento   | 15,07 m     |                                          |
| 2008 | Giochi olimpici   | Pechino     | Salto in lungo | dq        | dq          |                                          |
| 2008 | Giochi olimpici   | Pechino     | Salto triplo   | dq        | dq          |                                          |
| 2009 | Mondiali          | Berlino     | Salto in lungo | dq        | dq          |                                          |
| 2009 | Mondiali          | Berlino     | Salto triplo   | dq        | dq          |                                          |
| 2012 | Giochi olimpici   | Londra      | Salto triplo   | 9ª        | 14,11 m     |                                          |

## Altre competizioni internazionali
1998
- Argento in Coppa del mondo ( Johannesburg), salto triplo - 14,36 m

1999
- Bronzo alle IAAF Grand Prix Final ( Monaco), salto triplo - 14,66 m

2000
- Coppa Europa di atletica leggera ( Gateshead)

2001
- Coppa Europa di atletica leggera ( Brema)
- Argento alle IAAF Grand Prix Final ( Melbourne), salto triplo - 14,61 m

2003
- Oro alle IAAF World Athletics Final ( Monaco), salto triplo - 15,13 m

2004
- Argento alle IAAF World Athletics Final ( Monaco), salto in lungo - 6,72 m
- Argento alle IAAF World Athletics Final ( Monaco), salto triplo - 14,96 m

2005
- 5ª alle IAAF World Athletics Final ( Monaco), salto in lungo - 6,49 m
- Argento alle IAAF World Athletics Final ( Monaco), salto triplo - 14,86 m

2006
- Oro alle IAAF World Athletics Final ( Stoccarda), salto in lungo - 6,92 m
- Oro alle IAAF World Athletics Final ( Stoccarda), salto triplo - 14,82 m
- Oro in Coppa del mondo ( Atene), salto triplo - 15,13 m

2007
- Oro alle IAAF World Athletics Final ( Stoccarda), salto in lungo - 6,78 m
- Bronzo alle IAAF World Athletics Final ( Stoccarda), salto triplo - 14,72 m

2008
- Bronzo alle IAAF World Athletics Final ( Stoccarda), salto in lungo - 6,64 m
- Argento alle IAAF World Athletics Final ( Stoccarda), salto triplo - 14,63 m

2009
- Bronzo alle IAAF World Athletics Final ( Salonicco), salto in lungo - 6,79 m
- Bronzo alle IAAF World Athletics Final ( Salonicco), salto triplo - 14,48 m